# سیارک ۷۴۸۹
سیارک ۷۴۸۹ (به انگلیسی: 7489 Oribe، نامگذاری:1995MX) هفت هزار و چهارصد و هشتاد و نهمین سیارک کشف شده‌است که در ۲۶ ژوئن ۱۹۹۵ کشف شد.